# مطبخ مجلس الوزراء الإسرائيلي

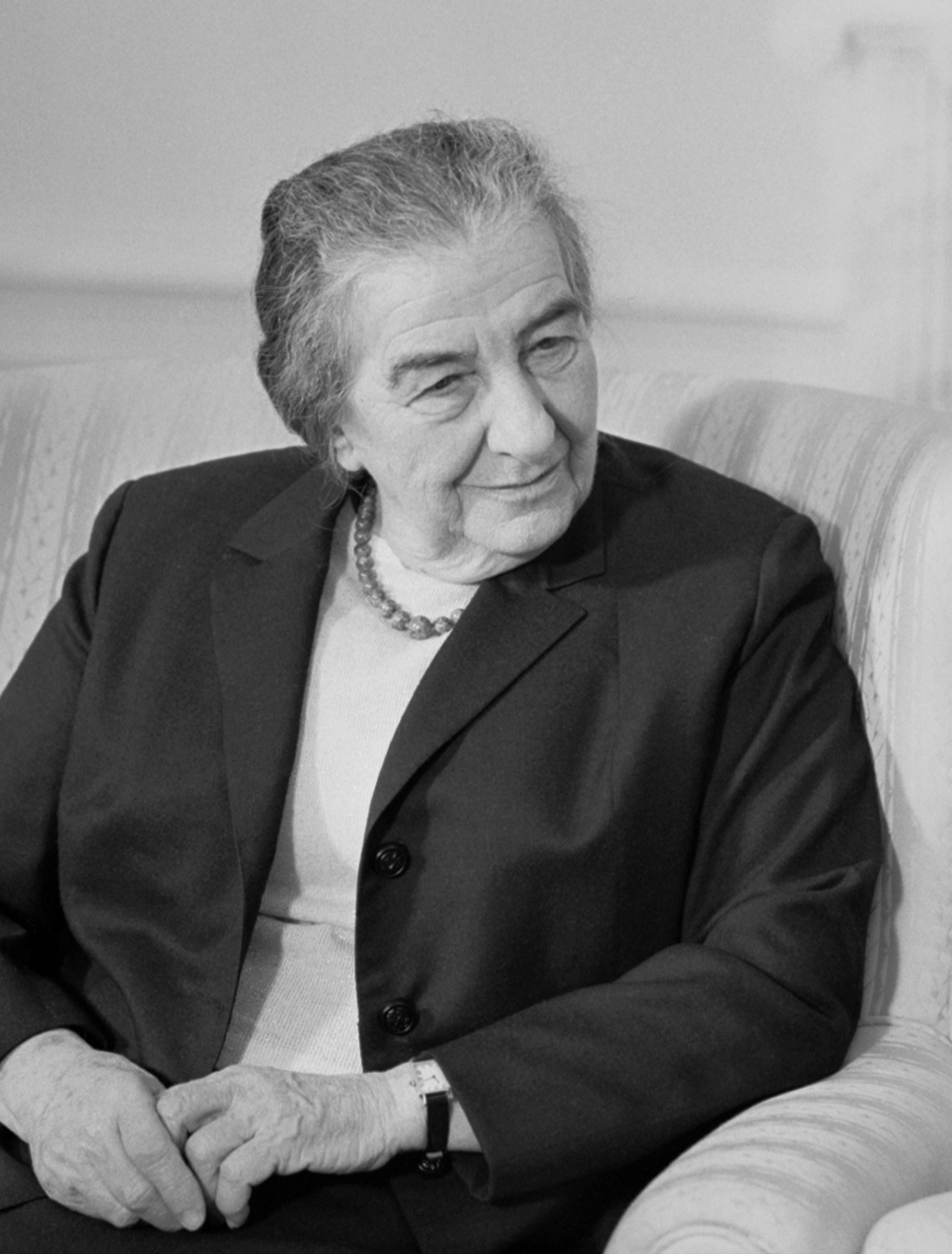

المطبخ (بالعبرية : המטבח) أو مطبخ مجلس الوزراء (بالعبرية : המטבחון) هو مصطلح يستخدم في السياسة الإسرائيلية لوصف مجموعة من كبار المسؤولين أو المستشارين غير الرسميين لمجلس الوزراء الأمني، كمنتدى محدود منبثق من مجلس الوزراء الأمني الداخلي، بحيث تعمل هذه المجموعة جنبًا إلى جنب مع مجلس الوزارء الأمني، بهدف مساعدته في صياغة التقييمات الأمنية والسياسية، تمهيدًا لمناقشة وحسم هذه القضايا في المحافل القانونية المناسبة.